# Gastroscopie

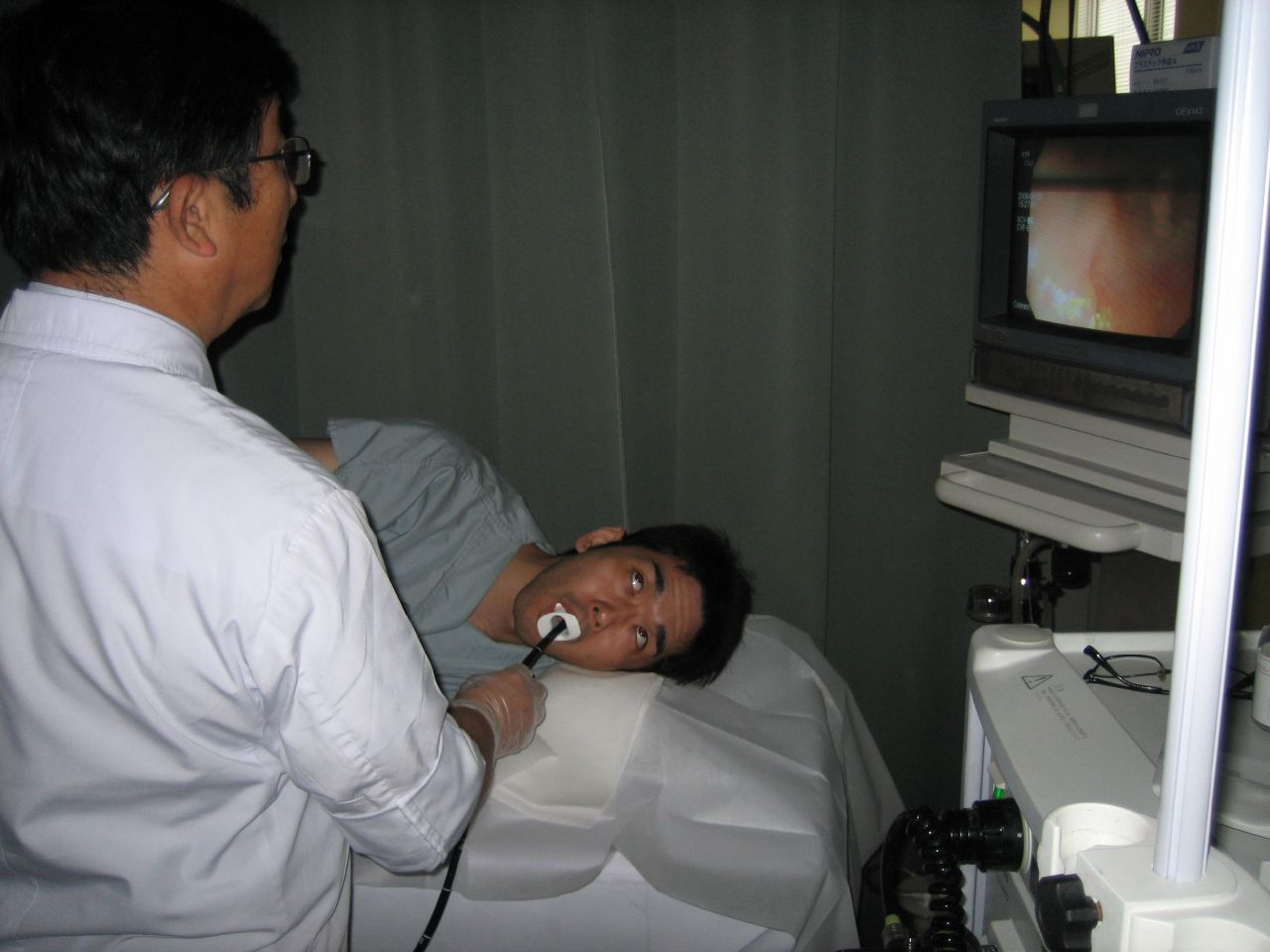
Een persoon die een Gastroscopie ondergaat.

Afbeelding van een gastroscopie

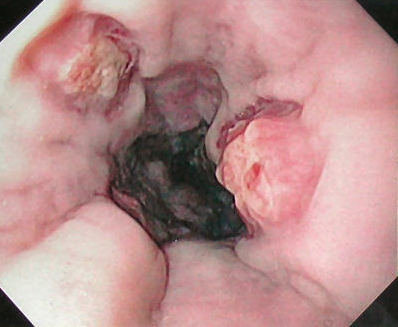
Slokdarmzweren tijdens gastroscopie

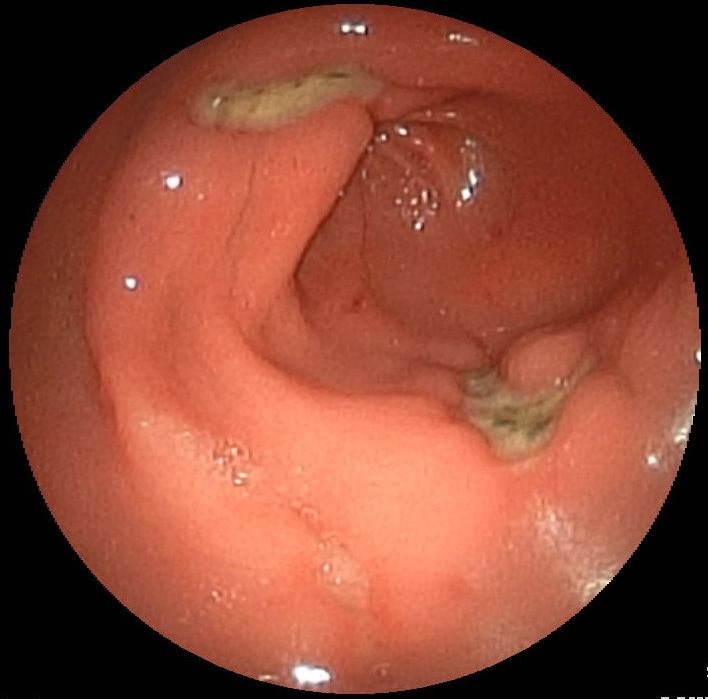
Maagzweer in het antrum (deel van de maag) tijdens gastroscopie

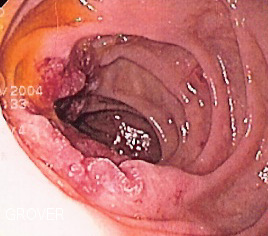
Adenocarcinoom in het duodenum

Barrett-oesofagus

Een gastroscopie, gastroduodenoscopie, oesofagogastroduodenoscopie of in de volksmond maagonderzoek is een medisch onderzoek waarbij het slijmvlies en de beweging (peristaltiek) van de slokdarm, maag, en twaalfvingerige darm wordt onderzocht.
In de praktijk wordt bij een gastroscopie (Grieks: gaster = maag, skopein = onderzoeken) ook de slokdarm en de twaalfvingerige darm onderzocht. Hierbij wordt gebruikgemaakt van een flexibele slang, de gastroscoop (een voor gastroscopie geconstrueerde endoscoop).

## Indicaties
Voorbeelden van indicaties zijn:
- recidiverende maagklachten, nadat deze al eerder zijn behandeld zoals dyspepsie, misselijkheid, maagpijn, brandend maagzuur enz.
- ter controle bij bepaalde maagaandoeningen zoals maagkanker.
- overmatig braken, waarbij geen effect op eerdere behandeling(en).
- vermoeden van een infectie in de maag, slokdarm of twaalfvingerige darm.
- voedsel dat achter borstbeen blijft hangen.
- Bij het braken van bloed

## Voorbereiding
Minimaal zes uur voor het onderzoek mag de patiënt niets eten of drinken. Op de dag van het onderzoek moet de patiënt zich melden bij de afdeling endoscopie.  Daar zal de patiënt ontvangen worden door een endoscopieverpleegkundige. Deze verpleegkundige zal een keelspray toedienen en indien mogelijk zal in overleg met de uitvoerend arts dormicum toegediend worden. Dit wordt in de volksmond ook wel als roesje benoemd. De vloeistof die in de spray zit zal de tastzintuigen van de keel- en mondholte verdoven, waardoor de braakreflex onderdrukt wordt. Dit betekent niet dat de patiënt ook daadwerkelijk geen braakneigingen zal krijgen. Aandoeningen zoals diabetes, long- en hartaandoeningen zijn een contra-indicatie voor het gebruik van een keelspray. In bijzondere omstandigheden kan de patiënt intraveneus dormicum toegediend krijgen. Dit is een zeer sterk rustgevend middel, waardoor de patiënt amper wat van het onderzoek zal voelen. Het nadeel hiervan is dat het de eventuele complicaties van de gastroscopie vergroot. Ten slotte zal gevraagd worden aan de patiënt om op de onderzoekstafel plaats te nemen, waarna een ring tussen de kaken gezet wordt om de tanden van de patiënt en de gastroscoop te beschermen.

## Uitvoering
Het onderzoek wordt uitgevoerd door een MDL-arts of internist. Deze brengt de gastroscoop in de mondholte van de patiënt, waarna de arts vraagt om slikbewegingen te maken. De soepele, bestuurbare slang wordt als het ware ingeslikt en komt zo via de keelholte de slokdarm in. Dit wordt door veel patiënten als zeer onprettig ervaren. Vanaf dit punt bestuurt de arts de gastroscoop verder en kan de arts via beeldschermen alles onderzoeken. Door via de gastroscoop lucht in te blazen, ontplooien de slokdarm, maag en twaalfvingerige darm zich; dit kan een vervelend en opgeblazen gevoel geven. Indien nodig worden biopten van het slijmvlies genomen om op eventuele infecties te onderzoeken. Tijdens het onderzoek kan ook een kriebelend gevoel ontstaan in de keel en maag wanneer de gastroscoop hierlangs geschoven wordt. Dit kan een braakreflex uitlokken. Ten slotte kan het verwijderen van de gastroscoop een onaangenaam gevoel zijn, omdat de slokdarm zich namelijk samentrekt en er een beetje maagzuur meekomt. De uitvoering duurt circa 2 à 5 minuten, afhankelijk van de gespannenheid van de patiënt.

## Nazorg
Wanneer het onderzoek ten einde is, zal de arts een kort verslagje schrijven met de resultaten. Meestal zal de arts kort doornemen wat hij/zij gezien heeft. Indien het onderzoek poliklinisch gehouden is, zal de patiënt de volledige uitslag met de huisarts moeten bespreken. Indien er biopten zijn afgenomen, zal de huisarts hiervan ook de uitslag vertellen en eventueel hierop de behandeling aanpassen. Na het onderzoek kan de patiënt gewoon weer eten en drinken tenzij gebruik is gemaakt van de keelspray, dan mag men circa een half tot twee uur na het onderzoek niet eten of drinken. De tijd die hiervoor geldt, verschilt per instelling.
artroscopie ·
bronchoscopie ·
colonoscopie ·
cystoscopie ·
ERCP ·
gastroscopie · 
hysteroscopie ·
laparoscopie ·
laryngoscopie ·
oesofagoscopie ·
rectoscopie ·
sigmoïdoscopie ·
thoracoscopie ·
videocapsule-endoscopie